# 6370 Malpais
6370 Malpais (1984 EY) là một tiểu hành tinh vành đai chính được phát hiện ngày 9 tháng 3 năm 1984, bởi B. A. Skiff ở trạm Anderson Mesa thuộc Đài thiên văn Lowell.